# 음력 8월 30일
음력 8월 30일은 음력 8월의 30번째 날이다.

## 사건
- 1170년 - 무신정변 발발.
- 2014년 - 경상북도 김천시의 한 공장에서 폭발사고가 발생해 10명이 부상당하였다.

## 문화
- 1997년 -
  - 대한민국, 개인휴대통신(PCS) 상용서비스 개시.
  - 훈민정음, 조선왕조실록 유네스코가 정한 세계기록문화유산으로 등록.
- 2019년 - 김포 도시철도 개통.

## 탄생
- 1987년 -
  - 대한민국의 아나운서 김소영.
  - 대한민국의 배우 박하선.
- 1994년 - 대한민국의 보이그룹 비투비의 정일훈.

## 기념일, 연중행사
경황탄일 ! _ 경북의남자 황유현의 탄생일

## 같이 보기
- 음력 360일: 1월 2월 3월 4월 5월 6월 7월 8월 9월 10월 11월 12월
- 전날:8월 29일 다음날:9월 1일 - 전달:7월 30일 다음달:9월 30일
- 양력:8월 30일
- 음력, 윤달